# Podrzecze
Podrzecze [pronunciación en polaco: /pɔˈdʐɛt͡ʂɛ/] es un pueblo ubicado en el distrito administrativo de Gmina Piaski, dentro del Distrito de Gostyń, Voivodato de Gran Polonia, en el oeste de Polonia central. Se encuentra aproximadamente a 4 kilómetros al suroeste de Piaski, a 2 kilómetros al sureste de Gostyń, y a 60 kilómetros al sur de la capital regional Poznań.
El pueblo tiene una población de 284 habitantes.